# Omuzbaşı, Diyadin
Omuzbaşı là một xã thuộc huyện Diyadin, tỉnh Ağrı, Thổ Nhĩ Kỳ. Dân số thời điểm năm 2011 là 613 người.